# Hubert Green
Hubert Green (Birmingham, Alabama; 28 de diciembre de 1946-19 de junio de 2018) fue un golfista estadounidense que compitió en el PGA Tour, donde obtuvo 19 victorias y 91 top 10. Resultó cuarto en las temporadas 1974 y 1976, quinto en 1978 y octavo en 1977.

## Trayectoria
Green estudió marketing en la Universidad Estatal de Florida, a la vez que jugaba en la selección de golf. En 1969 se convirtió en profesional, y en 1971 fue Novato del Año del PGA Tour luego de ganar el Abierto de Houston, resultar segundo en Nueva Orleans y ubicarse 28º en la lista de ganancias. Este jugador venció en 1973 en los abiertos de Tallahassee y Broome, y acumuló 11 top 10 y 18 top 25, por lo que quedó 11º en la clasificación final.
En el PGA Tour de 1974, Green triunfó cuatro veces en Coachella Valley, Jacksonville, Philadelphia y Walt Disney World, fue cuarto en el Abierto Británico y cosechó 12 top 10 y 18 top 25. Así, se colocó cuarto en la lista de ganancias del circuito. En 1975 resultó 12º con una victoria en el Abierto Sureño, seis top 10 y doce top 25.
Este golfista ganó los torneos de Doral, Jacksonville y Heritage de 1976, y obtuvo el segundo puesto en el Torneo de Campeones y el Abierto Sureño, quinto en el Abierto Británico y sexto en el Abierto de los Estados Unidos. Consiguió además nueve top 10 y 18 top 25, por lo que se ubicó cuarto en la lista de ganancias del PGA Tour. En 1977 ganó el Abierto de los Estados Unidos, resultó segundo en el Memorial Tournament, tercero en el Abierto Británico, y acumuló nueve top 10 y quince top 25, de manera que terminó octavo en la clasificación final. Por otra parte, ganó el Abierto de Irlanda.
Green venció en 1978 en Hawái y el Heritage, fue segundo en el Masters de Augusta, el Abierto de Texas y la World Series of Golf, y obtuvo nueve top 10 y trece top 25. Así, quedó quinto en la lista de ganancias. En el PGA Tour de 1979, ganó en Hawái y Nueva Orleans, y acumuló seis top 10 y 16 top 25, que lo colocaron 13º en la clasificación final.
En los cinco años siguientes, Green triunfó en el Abierto de Hartford de 1981 y el Abierto Sureño de 1984, consiguiendo un máximo de cinco top 10 y diez top 25 por temporada. También fue cuarto en el Masters de Augusta de 1980 y sexto en el Abierto Británico de ese año. En 1985 ganó el Campeonato de la PGA, acabó tercero en Coachella Valley y logró diez top 25. Eso le bastó para alcanzar la 18.ª colocación final.
En 1997, el golfista comenzó a jugar en el Senior PGA Tour, el circuito profesional de veteranos, donde ganó cuatro torneos. Su mejor temporada fue la 2000, cuando venció dos veces y obtuvo 14 top 10 y 20 top 25, por lo que resultó noveno en la clasificación final. Además, ganó el Legends of Golf 1999 junto a Gil Morgan.
Green también fue diseñador de campos de golf. Entre sus trabajos se encuentran el TPC en Southwind, sede del St. Jude Classic. En 2007 ingresó en el Salón de la Fama del Golf Mundial.
Falleció tras luchar contra un cáncer de garganta.

## Logros deportivos
Este golfista ganó dos torneos mayores: el Abierto de los Estados Unidos de 1977 y el Campeonato de la PGA de 1985. Además fue segundo en el Masters de Augusta de 1978, tercero en el Abierto Británico de 1977 y el Campeonato de la PGA de 1974, y obtuvo ocho top 5 y quince top 10 en torneos.
Aparte de su carrera individual, representó a Estados Unidos en la Copa Ryder de 1977, 1979 y 1985, logrando cuatro victorias en siete partidos, y la Copa Mundial de Golf de 1977.